# Norbert Petri
Norbert Petri (n. 24 februarie 1912, Sibiu, Austro-Ungaria – d. 28 februarie 1978, Brașov, România) a fost un dirijor, compozitor și profesor de muzică sas din Transilvania.
A început studiile superioare de filologie la București și Viena. Apoi, la 25 de ani, a început studiul muzicii la București. Între 1942 și 1944 a fost dirijor secund al Societății Filarmonice din Brașov, cântând ocazional și la orgă. Ca membru al „Kronstädter deutscher Liederkranz“ (Cercul brașovean de cântece germane) a compus primele sale „Singspiele”: „Rotkäppchen“ (Scufița roșie), „Ein Bauer muss es sein“ (Trebuie să fie un țăran) și „Siebenbürgische Bauernhochzeit“ (Nuntă țărănească transilvăneană).
După terminarea studiilor de filologie și muzică și-a desfășurat activitatea la Brașov, cu o singură întrerupere, de aproape 5 ani, din 1945 până în 1950, când a fost deportat în Uniunea Sovietică. A compus muzică de scenă, muzicaluri, operete și operă, muzică de cameră, muzică simfonică. De asemenea, Petri a prelucrat multe piese cu caracter folcloristic pentru cor, oferind corurilor de amatori informații și partituri. A compus și lieduri și muzică de dans cu influențe folcloristice. Multe din piesele sale vocale au pe lângă varianta în limba română și una în limba germană.
În prima perioadă a creației sale, Norbert Petri a compus foarte multe piese de divertisment dar, după ce a fost deportat în Uniunea Sovietică la muncă silnică, în perioada 1945 - decembrie 1949, muzica pe care a compus-o la întoarcerea în țară a devenit mult mai interiorizată. Câtă vreme a fost deportat în lagărul din URSS, și-a semnat compozițiile cu pseudonimul „Norwil“ (numele său complet fiind NORbert WILhelm Petri).
În anii '50, Norbert Petri a condus o orchestră săsească și o grupă de dansuri, care activau în cadrul fabricii de mobilă din Codlea.
A fost director muzical al Teatrului Muzical din Brașov, înființat de el în 1954, și al corului "Paul-Richter".
În 1956, la București a luat naștere ansamblul de cântece și dansuri populare Singspielgruppe für Tänze und Lieder. Formația condusă de Norbert Petri și Anselm Honigberger, a participat împreună cu Teatrul muzical “Gheorghe Dima” din localitate la realizarea spectacolului “Fidelio” de Ludwig van Beethoven și în alte grandioase montări, dar a fost desființată odată cu instalarea perioadei de îngheț politic.
În ziarul "Tractorul" din 29 august 1959 se scria: „Cantata eliberării” de Norbert Petri a fost interpretată de corul Uzinelor "Tractorul", având ca soliști pe Traian Nanu și Ludovic Spiess. Pentru reușita interpretării, cei doi cântăreți au fost distinși cu Premiul I pentru soliști de cor".
La 20 decembrie 1961 i s-a reprezentat în premieră la Teatrul Muzical din Brașov opera „Trandafirii Doftanei”, pe libretul lui Daniel Drăgan, sub bagheta dirijorului Dinu Niculescu.
În 1974, Corul bărbătesc din Codlea (Zeidner Männerchor) a obținut medalia de argint în faza finală a celei de-a XI-a ediții a Concursului național al formațiilor de amatori, cu piesa „Kantate der Blumenstadt“ (Cantata orașului florilor) de Norbert Petri.

## Distincții
- Ordinul Meritul Cultural clasa a III-a (12 septembrie 1968) „pentru merite deosebite în activitatea muzicală”[10]

## In memoriam
În 1999 Norbert Petri a fost declarat post-mortem cetățean de onoare al municipiului Brașov, „pentru întreaga activitate artistică”, prin H.C.L. nr. 234/1999.

## Compoziții
- Cantata eliberării
- Trandafirii Doftanei (operă în 3 acte (7 tablouri), 194 pagini, publicată de Editura Muzicală în 1964)
- 3 nocturne pentru cor mixt, 12 p., Editura Muzicală, București, 1973
- Kleiner Liederkreis / Mică suită de lieduri, versuri de Nina Cassian, Anemone Latzina, (1. Uber Tränen - Despre lacrimi. 2. Betäubte Erinnerung - Amintire anesteziată. 3. Idylle - Idilă. 4. Jetzt - Acum... 5. Liebeslied am Donnerstag - Cîntec de dragoste, joia), 10 p., Editura Muzicală, București, 1975
- Simfonia nr.1, op.14, compusă în anul 1951, a cărei partitură a fost descoperită în 2011 la Muzeul Casa Mureșenilor. Simfonia a fost prezentată în premieră absolută la ediția a X-a a Festivalulului „Musica Coronensis“, desfășurat la Brașov în octombrie 2012.[3][12]

## În periodice
- "Bei uns war eine bewegte Zeit". Briefe von Norbert Petri an Hans Mokka. (La noi au fost vremuri agitate. Scrisori ale lui Norbert Petri către Hans Mokka.) Cu o introducere de Hans Mokka). În Neue Literatur. 30 (1979), Nr. 10, paginile 80-102.

## Scrieri
- Lieder der Heimat (Cântece din patrie), culegere de muzică populară, de Norbert Petri și Viorel Ardeleanu, Brașov, 1973  [13]